# Philipp Stamma
Philipp Stamma (oko 1705. – 1755.) je bio sirijski šahovski majstor i šahovski teoretičar iz grada Alepa. Poslije je živio u Engleskoj i Francuskoj. Pionir je suvremenog šaha. Njegova se reputacija najviše izgradila na njegovoj šahovskoj knjizi koju je davno napisao Essai sur le jeu des echecs, a koju je objavio 1737. u Francuskoj (u prijevodu na hrvatski: Esej o šahu). Engleski je prijevod uslijedio 1745., naslova The Noble Game Of Chess. Ovaj je knjiga privukla pozornost Europljana k bliskoistočnom konceptu šahovske završnice te je tako pomogla oživjeti zanimanje Europljana za proučavanje šahovske završnice.
Kad je došao u Englesku, često je zalazio u Slaughter's Coffee House u St. Martin's Laneu (London), središnje mjesto engleskog šaha u 18. stoljeću. Smatralo a se jednim od najboljih engleskih šahista. Ipak, u slavnom dvoboju iz 1747. godine vrlo ga je lako pobijedio Philidor, dvoboju od kojeg se Philidor uspinjao k slavi.
Bez obzira na Philidorovo bolje umijeće, ovaj se poraz može opravdati činjenicom koju su naveli Ludwig Bledow i Oppen da se je Stamma u Siriji naučio igrati šah po arapskim pravilima te da je tek nakon što je došao u Europu počeo privikavati na zapadna pravila.
Po Stamminom je sustavu razvijena šahovska algebarska notacija. Sustav je razvio u svojoj knjizi u vrijeme prije nego što se je razvila danas napuštena opisna šahovska notacija.
Stammi je ime zabilježeno kao Stammin gambit u kraljevom gambitu (1.e4 e5 2.f4 exf4 3.h4)  te u Stamminom matu, rijetkoj vrsti mata.